# Mendy López
Mendy López Aude (nacido el 15 de octubre de 1973 en Pimentel) fue un ex-beisbolista dominicano que jugó para múltiples equipos en el béisbol profesional, incluyendo en los Estados Unidos, Corea del Sur, México y la República Dominicana.

## Carrera

### Grandes Ligas
López fue firmado como amateur por los Reales de Kansas City el 26 de febrero de 1992. Se le conoce como un journeyman, un título otorgado a aquellos en el mundo de los deportes que juegan en varios equipos diferentes en un corto periodo de tiempo. López ha jugado para cuatro equipos de Grandes Ligas en el lapso de siete años de su carrera: los Reales de Kansas City (1998-1999, 2003-2004), los Marlins de la Florida (2000), los Astros de Houston (2001), y los Piratas de Pittsburgh (2001-2002).

### Liga Coreana
El 9 de julio de 2004, los Reales de Kansas City vendieron su contrato a los Samsung Lions de la Organización Coreana de Béisbol.

### Liga Mexicana
En 2007, López jugó para los Sultanes de Monterrey de la Liga Mexicana. Bateó para .304 con 21 jonrones y 67 carreras impulsadas. Se corona Campeón de la Liga Mexicana en 2007. En 2008, volvió a jugar para Monterrey batando .321  con 22 jonrones y 97 carreras impulsadas. Fue seleccionado a mitad de temporada para el Juego de Estrellas en 2006, 2007 y 2008. En febrero de 2011, firmó con los Pericos de Puebla con los que logra el Campeonato de la Zona Sur ese mismo año. Para 2012 firma con los Rieleros de Aguascalientes con los que logra el Campeonato de la Zona Norte y equipo en el que anuncia su retiro al finalizar la temporada 2013.
Liga Mexicana del Pacífico 27 de septiembre de 2012 López fue contratado por los Cañeros de Los Mochis será su debut en el Béisbol Invernal de México

### Liga Dominicana
Mendy López jugaba para las Águilas Cibaeñas en la Liga Invernal Dominicana. 
El 16 de noviembre de 2011, López se convirtió en el líder de todos los tiempos en cuadrangulares con 61; le sigue Feliz Jose, quien actualmente se encuentra en el tercer lugar con 60.
El 17 de diciembre de 2017 fue vencido por el jugador de los Tigres del Licey, Juan Francisco, también conocido como "El Caballo Azul", quien lleva hasta la fecha 63 cuadrangulares en la Liga Invernal Dominicana.

## Highlights
López es probablemente conocido por su espectacular hazaña como bateador emergente con un cuadrangular de tres carreras para empatar el juego contra el lanzador Dámaso Marte de los Medias Blancas de Chicago en la parte baja de la novena entrada durante un juego mientras militaba con los Reales de Kansas City en la temporada 2004. Los Reales ganaron el juego 9-7.